# Gunilla Bandolin

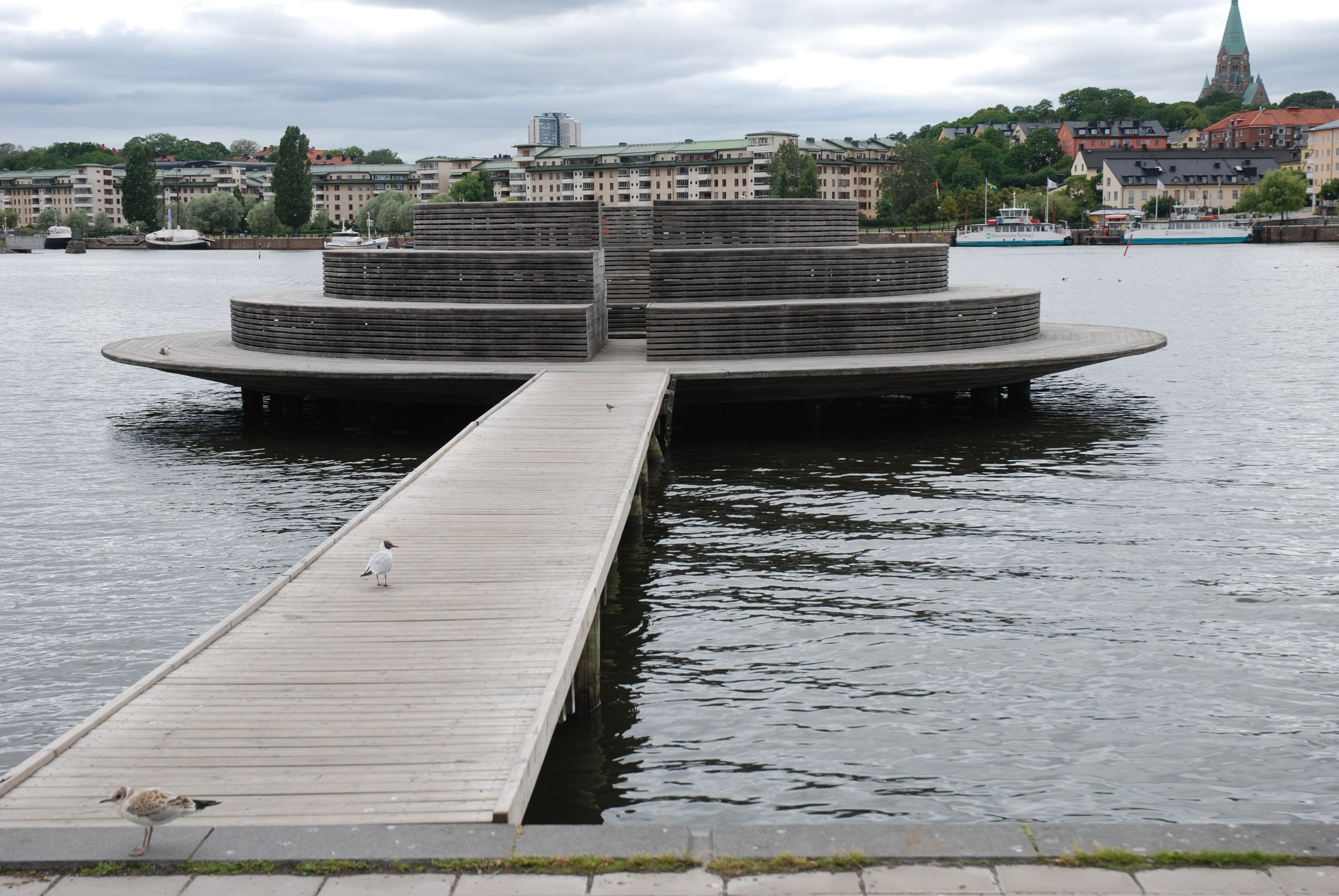
Observatorium i Hammarby sjöstad, Stockholm

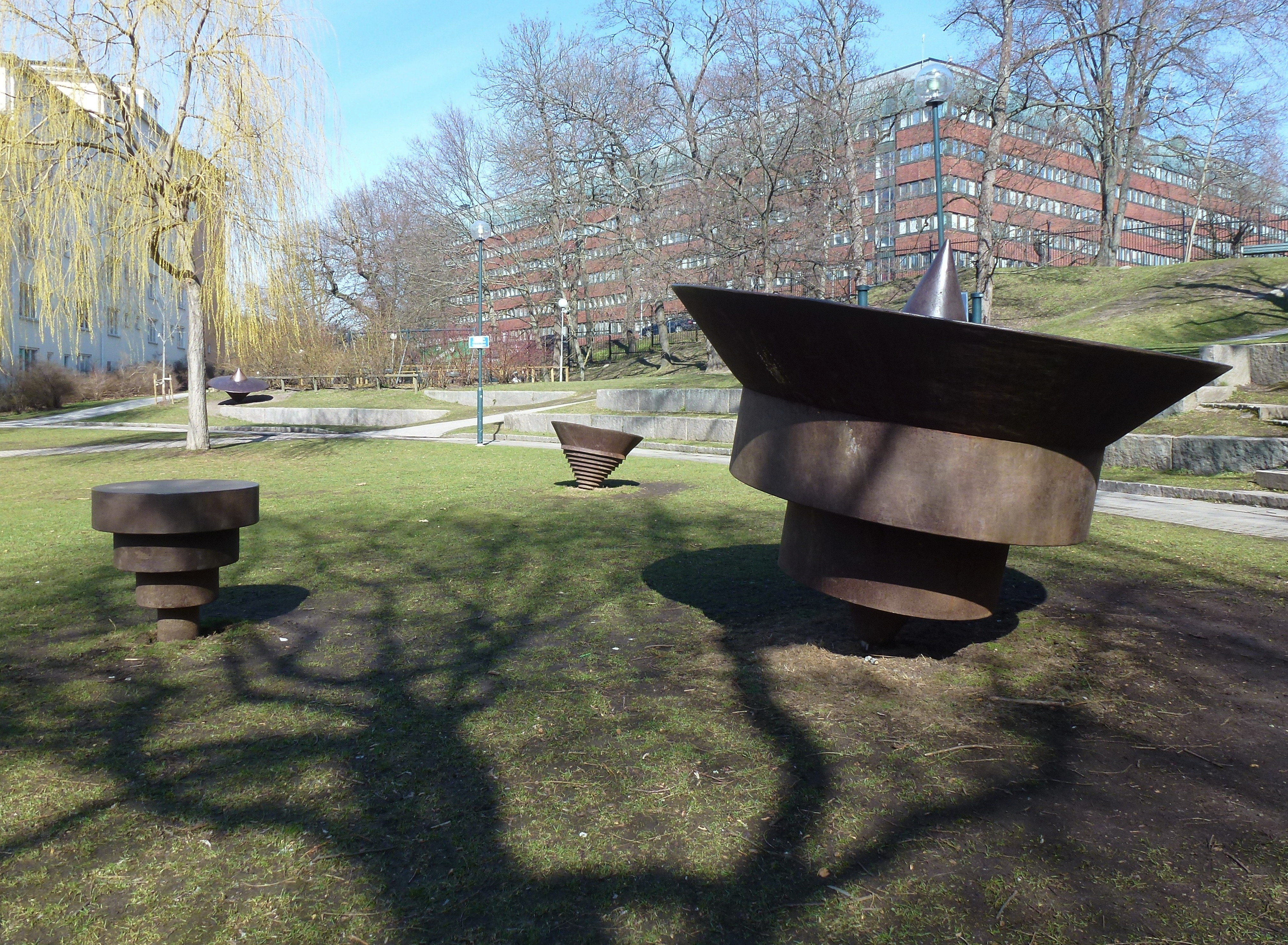
Lekskulpturer i Starrbäcksängen, Stockholm

Carin Gunilla Bandolin, född 19 juli 1954 i Köping, är en svensk skulptör.
Gunilla Bandolin utbildade sig på Journalisthögskolan på Stockholms universitet 1973–1975, läste litteraturvetenskap vid Uppsala universitet 1974–1976, studerade på Konstfackskolan i Stockholm 1978–1983 och läste humaniora vid Karlstads universitet 1979.
Gunilla Bandolin var professor i landskapsarkitektur på Lantbrukshögskolan i Alnarp 1995–2001 och gästprofessor på Kungliga Tekniska högskolan i Stockholm 2001–2006 samt professor på Konstfack från 2006–2015. Hon har redigerat Mama – magasin för modern arkitektur. Hon har också varit konstkritiker i dagspressen, bland annat i Expressen 1998–2003 och i Dagens Nyheter från 2004.

## Offentliga verk i urval
- Stjärnberget, granit, 2014, Stadsparken i Eskilstuna
- Gyrokompassen, jordskulptur, 2013, vid sjön Trummen i Växjö
- Fågelberget, ek, 2011, framför studentbostadshuset Chabo, Kemivägen, Göteborg
- Molekulen, skulptur i ek, 2008, Kemicentrum i Lund, tillverkad av Holms varv på Råå, Helsingborg
- Lusthus i tegel och glas, 2005, vid Ekängens skola i Linköping
- Utposten, sten, 2004, vid Postens huvudkontor i Solna
- Skulpturer i granit, 2003, påfarterna från Huddinge och från Nynäshamn i Södra länken i Stockholm
- Observatorium, 2001, skulptur i Hammarby sjöstad i Stockholm
- Impresión del cielo, 2001, amfiteater, skulpturparken Fundación NMAC i Vejer de la Frontera, Andalusien i Spanien
- Fem urnor utanför Visby lasarett, 1987
- Bojsenburg, rondell, 1994, Falun
- Vattenskulptur vid Telenors kontorshus i Bergen
- Solomon's Well, tegel, 1994, Socrates Sculpture Park, Queens i New York, USA
- Vattenkonst, 1993, Tetra Paks kontor i Lausanne i Schweiz
- Tio gjutjärnsskulpturer i Starrbäcksängens park i stadsdelen Gärdet, Stockholm (tillsammans med landskapsarkitekten Bengt Isling)
- Pyramid, tegelsten, jord, gräs, 1989, Wanås skulpturpark, Östra Göinge kommun
- Sky Park, jordkonst, gräs, stenar, 1986, Mrllan kvarteret Yllemattan och kvarteret Flossamattan, Torvalla i Östersund

## Fotogalleri

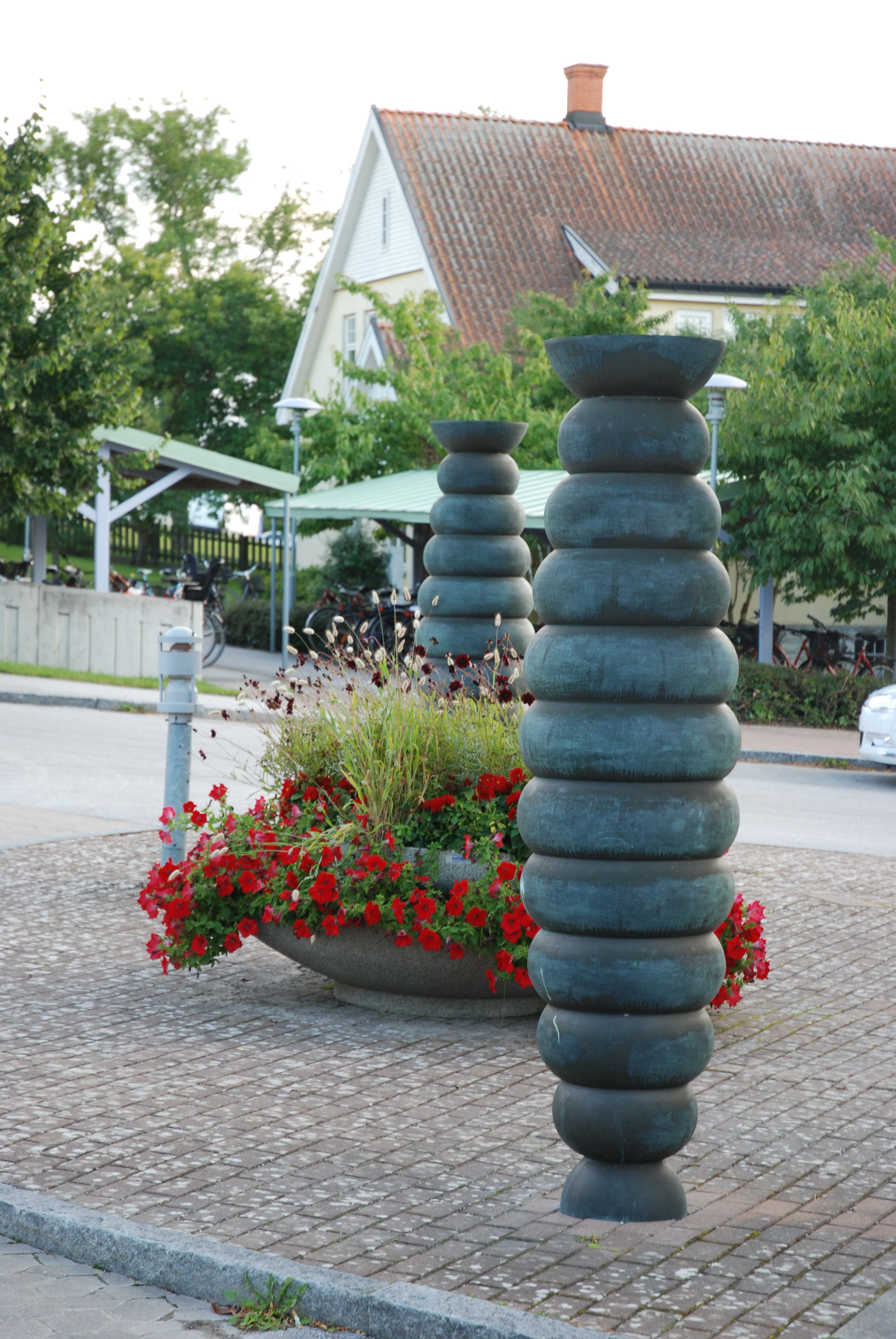
Urnor, utanför Visby lasarett
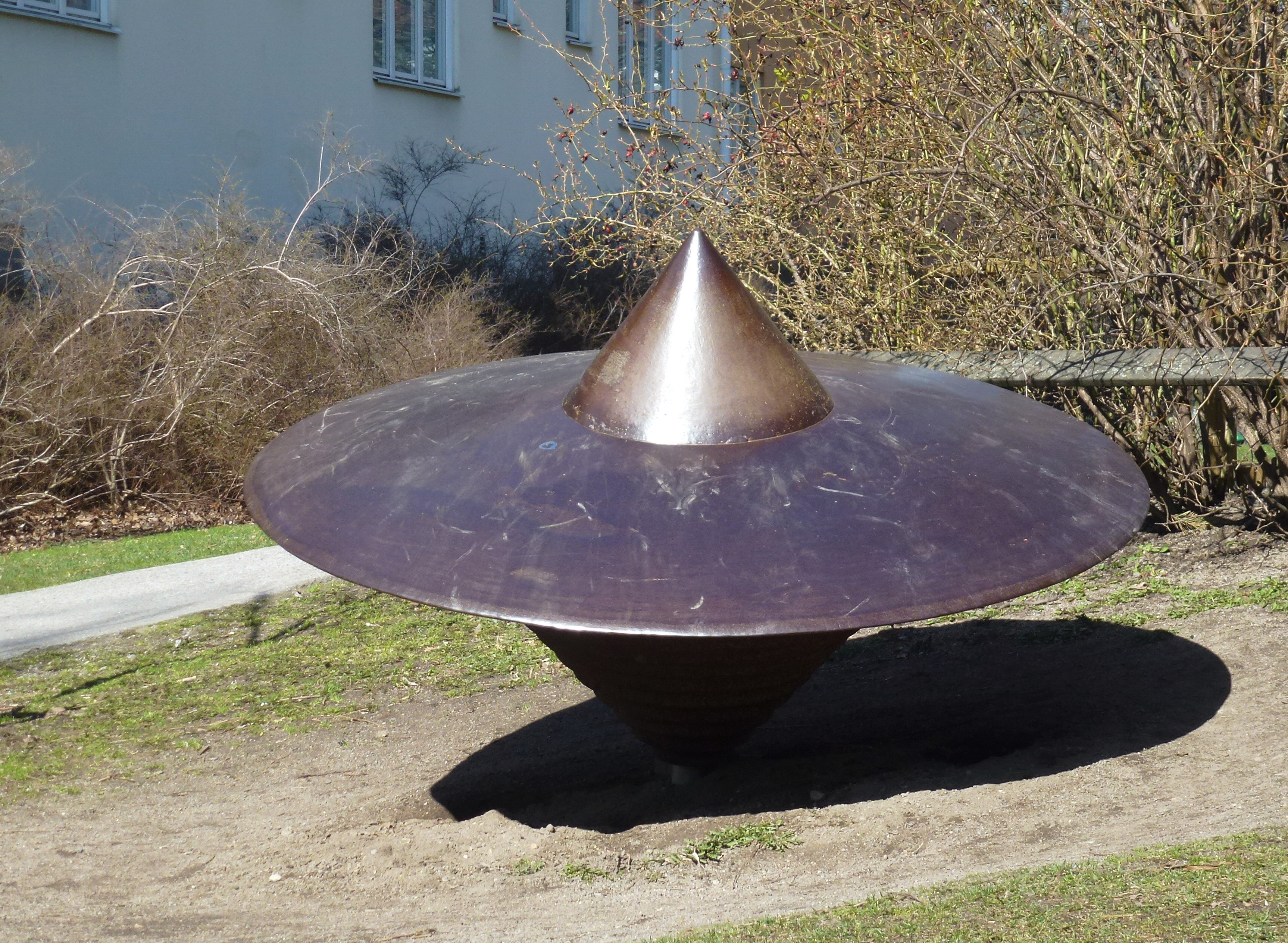
Lekskulptur i Starrbäcksängen, Stockholm
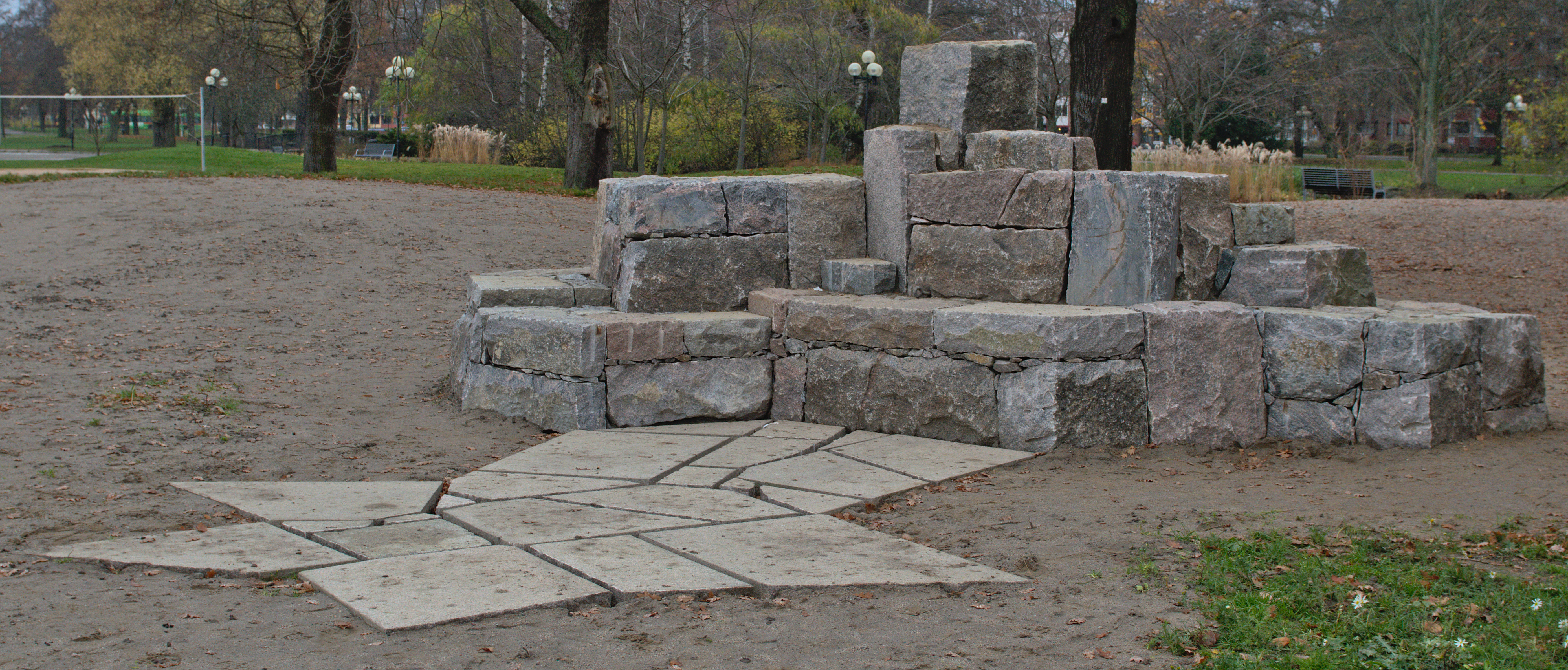
Stjärnberget, skulptur i Eskilstuna